# Paul Badde
Paul Badde (ur. 10 marca 1948 w Schaag) – niemiecki historyk i dziennikarz.

## Życiorys
Studiował filozofię i socjologię we Freiburgu. Był nauczycielem w gimnazjum we Frankfurcie. Od 1979 pracował jako dziennikarz: w piśmie Pardon, następnie w Frankfurter Allgemeine Zeitung, a potem jako korespondent Die Welt w Jerozolimie, Rzymie i Watykanie.
Zajmował się m.in. kwestią autentyczności relikwii chrześcijańskich, jak Całunu Turyńskiego czy Całunu z Manoppello

## Publikacje
Jest autorem kilku książek:
- Jerusalem, Jerusalem (1998)
- Miasto Niebiańskie, Radom, 2007, Wyd. Polwen[4]
- Guadalupe. Objawienie, które zmieniło dzieje świata, Radom, 2006, Wyd. Polwen, ISBN 83-89862-57-3
- Boskie Oblicze. Całun z Manoppello, Radom, 2006, Wyd. Polwen, ISBN 83-89862-68-9
- Twarzą w twarz. Świadkowie koronni zmartwychwstania, Bytom Katowice, 2013, Wyd. Niecałe i Gość Niedzielny, ISBN 978-83-935885-5-8
- Ziemia Boga w 20 tajemnicach, Bytom, 2013, Wyd. Niecałe, ISBN 978-83-64453-02-1

## Życie prywatne
Jest ojcem piątki dzieci.